# Brumov-Bylnice
Brumov-Bylnice (niem. Brumow-Bilnitz) – miasto w Czechach, w kraju zlinskim, w powiecie Zlín. Według danych z 31 grudnia 2003 powierzchnia miasta wynosiła 5 630 ha, a liczba jego mieszkańców 6 078 osób.

## Demografia
| Rok             | 1970  | 1980  | 1991  | 2001  | 2003  |
| --------------- | ----- | ----- | ----- | ----- | ----- |
| Liczba ludności | 5 532 | 5 795 | 5 924 | 6 091 | 6 078 |

Źródło: Czeski Urząd Statystyczny